# Anastasia
Anastasia ist ein weiblicher Vorname.

## Herkunft und Bedeutung
Beim Namen Anastasia, griechisch Ἀναστασία Anastasía, handelt es sich um die weibliche Form des griechischen Namens Ἀναστάσιος Anastásios, der wiederum auf ἀνάστασις anástasis „Auferstehen“, „Auferstehung“ zurückgeht. Die Namensbedeutung lässt sich davon abgeleitet erklären als „die Auferstandene“, „auferstanden zum neuen Leben durch die Taufe“ oder „am Tag der Auferstehung geboren“.
In seiner weiblichen Form geht der Name auf die Märtyrin Anastasia von Sirmium zurück.

## Verbreitung
Aufgrund der Verehrung der Heiligen Anastasia, aber auch durch die russische Zarin, ist der Name Anastasia in Osteuropa und dem orthodoxen Christentum verbreitet.
In Italien stieg die Beliebtheit des Namens seit den 1990er Jahren. Mittlerweile hat er sich im hinteren Teil der Top-100 etabliert. Im Jahr 2020 belegte Anastasia Rang 72 der Hitliste.
In seinen landestypischen Varianten ist der Name vor allem in Osteuropa beliebt. In Moskau sank die Beliebtheit des Namens zuletzt leicht, sodass er im Jahr 2019 auf Rang 8 der Hitliste stand. Auch in der Ukraine sank die Popularität zuletzt, nachdem der Name im Jahr 2010 zum wiederholten Male die Spitzenplatzierung der Vornamenscharts erreichte, belegte er im Jahr 2021 Rang 8.
In Lettland war der Name Anastasija zu Beginn des 20. Jahrhunderts noch sehr beliebt. Die Popularität des Namens sank jedoch, sodass der Name zwischen 1953 und 1977 nicht zu den 100 beliebtesten Mädchennamen zähle. In den Jahren 2000 und 2005 stand der Name an der Spitze der Vornamenscharts. Danach wurde er wieder seltener vergeben. Im Jahr 2020 belegte Anastasija Rang 33 der Hitliste.
Dagegen nahm die Beliebtheit des Namens in Polen seit der Jahrtausendwende zu. Im Jahr 2021 belegte Anastazja dort Rang 34 der Hitliste.

## Varianten

### Weibliche Varianten
- Albanisch: Anastasía, Anastazía
- Belarussisch: Анастасія Anastasija
  - Diminutiv: Настасся Nastassja
- Bulgarisch: Анастасия Anastasija
  - Diminutiv: Ася Asja
- Englisch
  - Diminutiv: Stace, Stacee, Stacey, Staci, Stacia, Stacie, Stacy
- Französisch: Anastasie
  - Baskisch: Anastase
- Georgisch: ანასტასია Anastasia
- Griechisch: Αναστασία Anastasía
  - Altgriechisch: Ἀναστασία Anastasía
  - Diminutiv: Νατάσα Natása, Τασία Tasía, Τασούλα Tasúla, Tasoúla
- Kroatisch: Anastazija, Stošija
  - Diminutiv: Staša
- Lettisch: Anastasija
- Litauisch: Anastasija
- Mazedonisch: Анастасија Anastasija
- Polnisch: Anastazja
  - Diminutiv: Stasia
- Portugiesisch: Anastácia, Anastásia
- Russisch: Анастасия Anastasija
  - Diminutiv: Стася Stasja, Ася Asja, Настасья Nastasja, Настя Nastja
- Serbisch: Анастасија Anastasija
  - Diminutiv: Сташа Staša
- Slowakisch: Anastázia
- Slowenisch: Anastazija
  - Diminutiv: Nastja, Staša
- Spanisch
  - Lateinamerika: Anastacia
- Tschechisch: Anastázie, Anastazie
- Ukrainisch: Анастасія Anastasija
- Ungarisch: Anasztázia

### Männliche Varianten
- Albanisch: Anastás,-i, Anastasí,-u, Anastáz,-i, Anastazí,-u,
- Bulgarisch: Анастас Anastas, Анастасий Anastasij
- Französisch: Anastase
- Griechisch: Αναστάσιος Anastásios
  - Altgriechisch: Ἀναστάσιος Anastásios
- Italienisch: Anastasio
  - Latein: Anastasius
- Niederländisch
  - Diminutiv: Staas
- Polnisch: Anastazy
- Portugiesisch: Anastácio
- Rumänisch: Anastasie
- Russisch: Анастас Anastas, Анастасий Anastasij
- Spanisch: Anastasio
  - Lateinamerika: Anastacio
- Ungarisch: Anasztáz

## Gedenktage
In der römisch-katholischen Kirche ist der Gedenktag von Anastasia nach der Heiligen Anastasia der 25. Dezember. In der griechisch-orthodoxen Kirche wird ihrer zu Ostern und am 22. Dezember gedacht.
Ein weiterer Gedenktag ist der 15. April, nach der Märtyrerin Anastasia.

## Namensträgerinnen

### Vorname

#### Heilige
- Anastasia (Märtyrin), Heilige der christlichen Kirche und Märtyrerin
- Anastasia von Sirmium († um 304), Märtyrin und Heilige
- Anastasija Srpska († 1200), Fürstin und Heilige

#### Adelige
- Anastasia († nach 314), römische Kaiserin und Halbschwester Konstantins des Großen
- Anastasia, christlicher Name von Rogneda (um 962–um 1002), Ehefrau Wladimirs des Großen von Kiew
- Anastasia von Kiew (1021–1096), Königin von Ungarn
- Anastasia von Polen, zweite Ehefrau von Herzog Bogislaw I. von Pommern († 1187) und Tochter des Herzog Mieszko III. von Polen
- Anastasia von Brandenburg (1478–1534), Prinzessin von Brandenburg und durch Heirat Gräfin von Henneberg
- Hürrem Sultan, besser bekannt als Roxelane, Geburtsname jedoch Anastasia oder Aleksandra Lisowska (um 1500–1558), polnische Lieblingsgemahlin des osmanischen Sultans Süleyman I
- Anastassija Romanowna Sacharjina-Juriewa (um 1523–1560), Gemahlin des russischen Zaren Iwan IV., des Schrecklichen, und damit die erste russische Zarin
- Anastassija Trubezkaja (1700–1755), russische Fürstin aus dem Hause Trubezkoi und durch Heirat Erbprinzessin von Hessen-Homburg
- Alexandra Friederike Wilhelmine von Oldenburg, auch Schwester Anastasia (1838–1900), deutsche Prinzessin aus dem Hause Schleswig-Holstein-Gottorf
- Großfürstin Anastasia Michailowna Romanowa (1860–1922), Großherzogin zu Mecklenburg-Schwerin
- Prinzessin Anastasia von Montenegro (1868–1935), montenegrinische Adelige, die in Russland lebte
- Prinzessin Anastasia von Griechenland (1870–1923), US-amerikanische Erbin
- Großfürstin Anastasia Nikolajewna Romanowa (1901–1918), jüngste Tochter des letzten russischen Zarenpaares
- Anna Anderson (1896–1984), die vorgab, die russische Zarentochter Großfürstin Anastasia Nikolajewna Romanowa zu sein
- Prinzessin Cecilie Viktoria Anastasia Zita Thyra Adelheid von Preußen (1917–1975), Tochter des Kronprinzen Wilhelm und Angehörige des Hauses Hohenzollern

#### Weitere Namensträgerinnen

##### Anastacia / Anastasia / Anastassija
- Anastacia (* 1968), US-amerikanische Sängerin
- Anastasia Acosta (* 1975), costa-ricanische Schauspielerin und Model
- Anastasia Baranova (* 1989), russisch-amerikanische Schauspielerin
- Anastasia Bodnar (* 1989), deutsche Tanzsportlerin, Tanzsporttrainerin und Choreographin mit ukrainischen Wurzeln
- Anástacia da Costa (* 1976), osttimoresische Politikerin (FRETILIN)
- Anastasia Dețiuc (* 1998), tschechisch-moldawische Tennisspielerin
- Anastassija Fessikowa (* 1990), russische Schwimmerin
- Anastassija Gorodko (* 2005), kasachische Freestyle-Skierin
- Anastasia Griffith (* 1978), britische Schauspielerin
- Anastasia Huppmann (* 1988), russisch-österreichische Konzertpianistin
- Anastassija Karlowytsch (* 1982), ukrainische Schachspielerin und Journalistin
- Anastasia Kelesidou (* 1972), griechische Diskuswerferin
- Anastasia Kobekina (* 1994), russische Cellistin
- Anastassija Koschenkowa (* 1986), ukrainische Ruderin
- Anastassija Kowalenko (* 1991), ukrainische Billardspielerin
- Anastasia Kulikova (* 2000), finnische Tennisspielerin
- Anastasia Kurz (* 1931), deutsche Kostümbildnerin
- Anastasiya Kuzmina (* 1984), slowakische Biathletin russischer Herkunft, dreimalige Olympiasiegerin sowie Weltmeisterin im Biathlon
- Anastasia Lin (* 1990), chinesisch-kanadische Schauspielerin und ehemalige Schönheitskönigin
- Anastasia Liukin (* 1989), US-amerikanische Kunstturnerin
- Anastasia Maruster (* 1997), moldauische Tänzerin
- Anastasia Mylopoulou, griechische Fußballschiedsrichterin
- Anastassija Myskina (* 1981), russische Profi-Tennisspielerin
- Anastasia von Herzfeld (1912–1998), italienische Schauspielerin russischer Herkunft, siehe Assia Noris
- Anastassija Nowikawa (* 1981),  belarussische Gewichtheberin
- Anastassija Nowossad (* 1993), ukrainische Freestyle-Skierin
- Anastasia Oberstolz-Antonova (* 1981), italienische Rennrodlerin
- Anastasia Papadopoulou (* 1977), deutsch-griechische Schauspielerin
- Anastasia Platonowa (* 1986), russische Eistänzerin
- Anastassija Pustowoitowa (* 1981), russische Fußballschiedsrichterin
- Anastassija Rjabowa (* 1985), russische Künstlerin, Kuratorin, Lehrerin und Autorin kritischer Essays
- Anastasia Robinson (≈1692–1755), englische Opernsängerin, Händel-Interpretin
- Anastasia Sagorsky (* 1975), US-amerikanische Schauspielerin, siehe Staci Keanan
- Anastasia Schipulina (* 1984), russische Biathletin
- Anastasija Sevastova (* 1990), lettische Tennisspielerin
- Anastassija Silantjewa (* 1998), russische Skirennläuferin
- Anastassija Siwucha (* 2002), belarussische Handballspielerin
- Anastasija Steinbeck (Nastja Ryjikh; * 1977), deutsche Stabhochspringerin russischer Herkunft
- Anastasia Strataki (* 1938), kanadische Sopranistin griechischer Abstammung, siehe Teresa Stratas
- Anastassija Sujewa (1896–1986), russische Schauspielerin
- Anastassija Tolmatschowa (* 1997), russische Sängerin und Gewinnerin des Junior Eurovision Song Contest 2006 (mit ihrer Schwester Marija)
- Anastasia Tsilimpiou (* 1997), griechische Schauspielerin und Model
- Anastassija Wassyljewa (* 1992), ukrainische Tennisspielerin
- Anastasia Young (* 1988), US-amerikanische Rennrodlerin
- Anastasia Zampounidis (* 1968), deutsch-griechische Fernsehmoderatorin
- Anastasia Zarycká (* 1998), tschechische Tennisspielerin

##### Asja
- Asja Bonitz (* 1981), deutsche Autorin
- Asja Aslanowna Jeutych (* 1962), russische Gold- und Waffenschmiedin
- Asja Lācis (1891–1979), lettische Schauspielerin, Regisseurin und Theaterleiterin
- Asja Maregotto (* 1997), italienische Ruderin
- Asja Valčić (* 1967), kroatische Cellistin, Arrangeurin und Komponistin (Klassik und Jazz)
- Asja Zenere (* 1996), italienische Skirennläuferin

##### Nastassja
- Nastassja Burnett (* 1992), italienische Tennisspielerin
- Nastassja Hruschezkaja (* 1984),  belarussische Biathletin
- Nastassja Hutschok (* 1992),  belarussische Ringerin
- Nastassja Iwanowa (* 1982),  belarussische Mittel- und Langstreckenläuferin
- Nastassja Jakimawa (* 1986),  belarussische Tennisspielerin
- Nastassja Jazewitsch (* 1985),  belarussische Geherin
- Nastassja Kalina (* 1989),  belarussische, zuvor russische Biathletin
- Nastassja Kaschtanawa (* 1989),  belarussische Leichtathletin
- Nastassja Kinnunen (* 1985), finnische und zuvor belarussische Biathletin und Skilangläuferin
- Nastassja Kinski (* 1961), deutsche Schauspielerin
- Nastassja Kirylawa (* 1996),  belarussische Skilangläuferin
- Nastassja Maslawa (* 1997),  belarussische Hammerwerferin
- Nastassja Mirontschyk-Iwanowa (* 1989),  belarussische Weitspringerin
- Nastassja Padalinskaja (* 1982),  belarussische Langstreckenläuferin
- Nastassja Prakapenka (* 1985),  belarussische Pentathletin
- Nastassja Revvo (* 1994), deutsche Schauspielerin, Sängerin und Tänzerin

### Familienname
- Albert Anastasia (1902–1957), US-amerikanischer Verbrecher
- Flavio Anastasia (* 1969), italienischer Radrennfahrer
- Teodoro Anastasia (1843–1892), Schweizer Ingenieur und Architekt